# Rudolf Vollmöller
Rudolf Wilhelm Vollmöller (* 17. November 1818 in Unterheimbach; † 22. Juni 1868 in Ilsfeld) war ein deutscher Unternehmer, der den Versandhandel und Paketzustelldienst in Deutschland bereits um 1860 einführte.

## Leben
Rudolf Vollmöller war ein Sohn von Johann Heinrich Justus Vollmöller. Er kam als viertes von sechs Kindern im Pfarrhaus Unterheimbach zur Welt. Als Einziger überlebte er das Kleinkindalter. Er besuchte die Oberrealschule und absolvierte eine kaufmännische Ausbildung in Heilbronn und Freiburg im Breisgau. 1846 heiratete er Sophie Dallinger, geb. Lust (* 28. August 1807, † 6. April 1874), eine 11 Jahre ältere Kaufmannswitwe. Deren Firma in Ilsfeld übernahm er, baute sie aus und diversifizierte das Geschäft. Er erweiterte den Kolonialwarenhandel um eine Auswanderungs-Agentur, eine Versicherungsagentur und einen transatlantischen Versandhandel – lange vor Neckermann und Otto.
Seine Agentur betreute schwäbische Auswanderer in die USA, nahm diesen sämtliche Formalitäten ab, organisierte die Anreise zu den Überseehäfen in Deutschland und Holland und versorgte die Auswanderer in den USA über den eigenen Versandhandel mit heimischen Produkten aus Schwaben und Deutschland. Zudem erwarb er das Salzmonopol für einen Teil des Königreichs Württemberg.
Seine beiden Söhne, Karl Vollmöller und Robert Vollmöller machten Karriere. Der Erstgeborene wurde Professor für romanische Sprachen; der Nachgeborene gründete die Vollmoeller AG. Rudolf Vollmöller erlag 1868, im Alter von nur 49 Jahren, einem Herzinfarkt. Er wurde in Ilsfeld beigesetzt.